# Уиже (город)
Уиже (порт. Uíge) — город в Анголе, административный центр одноимённой провинции. Построен португальскими колонизаторами; в 1955—1975 носил название Кармона. Население по данным на 2010 год — 119 815 человек.

## История

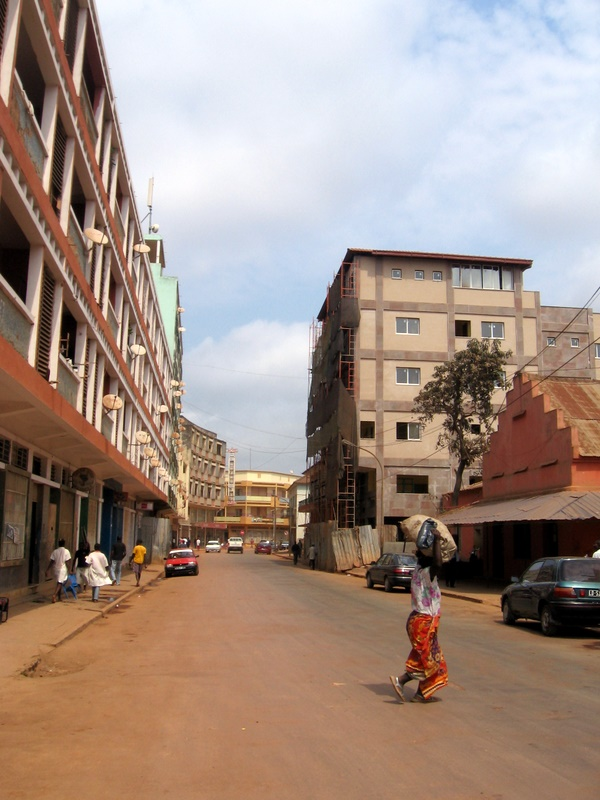
Главная улица города

Поселение было основано в 1946 году. В 1955 получило название Кармона — в честь Ошкара Кармоны, президента Португалии в 1928—1951.
Поселение стремительно росло и к середине 1950-х превратилась в крупный центр ангольской кофейной промышленности. В 1956 Кармона получила статус города. В годы войны за независимость Анголы в Кармоне и её окрестностях происходили столкновения португальских колониальных войск с отрядами Национального фронта освобождения Анголы (ФНЛА), одного из трёх антиколониальных партизанских движений.
В 1974—1975 Кармона являлась политическим центром ФНЛА. 11 ноября 1975 здесь была зачитана «альтернативная декларация независимости» Анголы — в противовес провозглашению независимости в Луанде под властью МПЛА. Зимой 1975/1976 Кармона и её окрестности были ареной ожесточённых боёв между вооружёнными формированиями ФНЛА и правительственными войсками МПЛА. 6 января 1976 город перешёл под контроль правительства МПЛА и был переименован в Уиже — по названию провинции, как её административный центр.
С конца 2004 и до середины 2005 года город стал частью региона, который охватила эпидемия геморрагической лихорадки.

## География и климат
Уиже расположен на высоте 859 метров над уровнем моря.
Среднегодовая температура воздуха — 23,7 °С. Годовая сумма осадков — 1582 мм. Наибольшее их количество выпадает с ноября по декабрь и с марта по апрель, наименьшее — с июня по август. Среднегодовая скорость ветра — 4,2 м/с.
| Показатель              | Янв.  | Фев.  | Март  | Апр. | Май   | Июнь  | Июль  | Авг.  | Сен.  | Окт.  | Нояб. | Дек. | Год  |
| ----------------------- | ----- | ----- | ----- | ---- | ----- | ----- | ----- | ----- | ----- | ----- | ----- | ---- | ---- |
| Средняя температура, °C | 23,01 | 23,28 | 23,28 | 23,5 | 24,55 | 23,95 | 23,55 | 24,64 | 25,06 | 23,95 | 22,94 | 22,9 | 23,7 |
| Норма осадков, мм       | 142   | 153   | 207   | 280  | 112   | 7     | 3     | 3     | 42    | 162   | 269   | 202  | 1582 |
| Источник: Gaisma        |       |       |       |      |       |       |       |       |       |       |       |      |      |